# O felietonie felieton
O felietonie felieton – felieton Cypriana Kamila Norwida z lutego 1851 na temat felietonów.

## O felietonie
Tekst powstał w związku ze znanymi Norwidowi felietonami zamieszczanymi w prasie paryskiej (J. Janina i in.) oraz polskiej krajowej (głównie Emiliana M. Pola w Gońcu Polskim), jak i własnymi próbami w tym gatunku, publikowanymi głównie w Gońcu. Felieton ukazał się w Gońcu Polskim 16 lutego 1851.

## Treść
Felieton ma swoją własną prawdę. Szukać w nim prawdy obowiązującej bezpośrednio jest to szukać nieprawdy. To czym w dziedzinie piękna naturalnego są rośliny pasożytnicze oplatające głaz czy drzewo i niszczące je powoli, tym w sferze politycznej jest felieton. Prawdy bezpośrednie go nie dotyczą stanowią materię dziennika. Felieton jest  liryzmem politycznym. W dziedzinie rzeźby – ornamentacją, w architekturze – arabeską, w malarstwie - chiaroscurem, w muzyce – scherzem, w tragedii – chórem i błaznem, przemilczeniem – w liryce. W ten sposób na kwestię prawdy w felietonie należy się zapatrywać, choćby mówił o samym felietonie.